# Campionati del mondo di atletica leggera 2003 - Lancio del giavellotto maschile
La gara di lancio del giavellotto maschile dei Campionati del mondo di atletica leggera di Parigi Saint-Denis 2003 si è disputata nelle giornate del 29 agosto (qualificazioni) e 31 agosto (finale).

## Podio
| Posizione | Atleta         | Paese    |
| --------- | -------------- | -------- |
| Oro       | Sergej Makarov | Russia   |
| Argento   | Andrus Värnik  | Estonia  |
| Bronzo    | Boris Henry    | Germania |

## Qualificazioni

### Gruppo A
| Pos. gruppo | Pos. globale | Nome            | Nazione     | Tentativi | Tentativi | Tentativi | Misura (m) | Note                                     |
| Pos. gruppo | Pos. globale | Nome            | Nazione     | 1         | 2         | 3         | Misura (m) | Note                                     |
| ----------- | ------------ | --------------- | ----------- | --------- | --------- | --------- | ---------- | ---------------------------------------- |
| 1           | 1            | Boris Henry     | Germania    | 83.43     | —         | —         | 83.43      |                                          |
| 2           | 3            | Sergej Makarov  | Russia      | 82.22     | —         | —         | 82.22      |                                          |
| 3           | 4            | Li Rongxiang    | Cina        | 79.76     | 79.01     | 81.76     | 81.76      | Miglior prestazione personale stagionale |
| 4           | 5            | Andrus Värnik   | Estonia     | 81.11     | —         | —         | 81.11      |                                          |
| 5           | 7            | Steve Backley   | Regno Unito | 79.27     | 80.23     | X         | 80.23      |                                          |
| 6           | 10           | Aki Parviainen  | Finlandia   | X         | 78.91     | X         | 78.91      |                                          |
| 7           | 12           | Miroslav Guzdek | Rep. Ceca   | 71.96     | 74.71     | 77.24     | 77.24      |                                          |
| 8           | 18           | Voldemārs Lūsis | Lettonia    | 71.72     | X         | 75.15     | 75.15      |                                          |
| 9           | 19           | Gergely Horváth | Ungheria    | X         | 74.76     | 72.03     | 74.76      |                                          |
| 10          | 20           | Isbel Luaces    | Cuba        | 74.07     | X         | 72.67     | 74.07      |                                          |
| 11          | 21           | Nery Kennedy    | Paraguay    | 67.62     | X         | 68.83     | 68.83      |                                          |

### Gruppo B
| Pos. gruppo | Pos. globale | Nome                | Nazione     | Tentativi | Tentativi | Tentativi | Misura (m) | Note |
| Pos. gruppo | Pos. globale | Nome                | Nazione     | 1         | 2         | 3         | Misura (m) | Note |
| ----------- | ------------ | ------------------- | ----------- | --------- | --------- | --------- | ---------- | ---- |
| 1           | 2            | Jan Železný         | Rep. Ceca   | 82.88     | —         | —         | 82.88      |      |
| 2           | 6            | Christian Nicolay   | Germania    | 80.54     | X         | X         | 80.54      |      |
| 3           | 8            | Andreas Thorkildsen | Norvegia    | 75.75     | 76.67     | 79.44     | 79.44      |      |
| 4           | 9            | Alexandr Ivanov     | Russia      | 79.26     | X         | X         | 79.26      |      |
| 5           | 11           | Peter Blank         | Germania    | 73.19     | 74.56     | 78.48     | 78.48      |      |
| 6           | 13           | Vadim Bavikin       | Israele     | 71.77     | 77.06     | X         | 77.06      |      |
| 7           | 14           | Breaux Greer        | Stati Uniti | 76.82     | 74.21     | 74.50     | 76.82      |      |
| 8           | 15           | Sergey Voynov       | Uzbekistan  | 76.66     | 72.78     | 76.31     | 76.66      |      |
| 9           | 16           | Emeterio González   | Cuba        | X         | 76.18     | 72.40     | 76.18      |      |
| 10          | 17           | Ēriks Rags          | Lettonia    | 70.19     | X         | 75.72     | 75.72      |      |

## Finale
| Posizione | Nome                | Nazione     | Tentativi | Tentativi | Tentativi | Tentativi | Tentativi | Tentativi | Misura (m) | Note |
| Posizione | Nome                | Nazione     | 1         | 2         | 3         | 4         | 5         | 6         | Misura (m) | Note |
| --------- | ------------------- | ----------- | --------- | --------- | --------- | --------- | --------- | --------- | ---------- | ---- |
| 1         | Sergej Makarov      | Russia      | 85.44     | X         | X         | 82.72     | 82.11     | 85.31     | 85.44      |      |
| 2         | Andrus Värnik       | Estonia     | 85.17     | X         | X         | 81.98     | X         | 80.51     | 85.17      |      |
| 3         | Boris Henry         | Germania    | 84.74     | 82.41     | 83.32     | X         | 82.14     | 83.44     | 84.74      |      |
| 4         | Jan Železný         | Rep. Ceca   | 82.98     | X         | 84.09     | X         | X         | 81.24     | 84.09      |      |
| 5         | Aki Parviainen      | Finlandia   | 83.05     | 76.63     | 79.90     | 75.79     | X         | 77.78     | 83.05      |      |
| 6         | Christian Nicolay   | Germania    | 80.85     | 81.77     | X         | 80.60     | X         | 81.26     | 81.77      |      |
| 7         | Miroslav Guzdek     | Rep. Ceca   | 77.99     | 81.40     | X         | 75.67     | 77.32     | 78.54     | 81.40      |      |
| 8         | Peter Blank         | Germania    | 80.34     | X         | 76.29     | X         | 79.39     | 78.43     | 80.34      |      |
| 9         | Steve Backley       | Regno Unito | 79.35     | 79.90     | 80.13     |           |           |           | 80.13      |      |
| 10        | Li Rongxiang        | Cina        | 78.24     | X         | 77.02     |           |           |           | 78.24      |      |
| 11        | Andreas Thorkildsen | Norvegia    | 77.75     | X         | X         |           |           |           | 77.75      |      |
| 12        | Alexandr Ivanov     | Russia      | 77.32     | X         | X         |           |           |           | 77.32      |      |